# Cash-Cash (film)
Pour les articles homonymes, voir Cash-Cash (homonymie).
Pour plus de détails, voir Fiche technique et Distribution.
Cash-Cash (Finders Keepers dans la version originale) est un film américain de Richard Lester réalisé en 1984.

## Synopsis
Pour échapper à la colère des pigeons qu'il a plumés, un sympathique escroc déguisé en militaire saute en voltige à bord d'un train où il va se trouver malgré lui plongé dans une aventure loufoque. Car dans ce train se trouve aussi un cercueil bourré de cinq millions de dollars qui intêresse fort toute une bande de foldingues.

## Fiche technique
- Titre original : Finders Keepers
- Réalisation : Richard Lester
- Scénario : Ronny Graham et Terence Marsh, d'après le roman The Next-to-Last Train Ride de Charles Dennis
- Producteurs :  Sandra Marsh et Terence Marsh
- Montage : John Victor-Smith
- Photographie : Brian West
- Musique  : Ken Thorne
- Costumes  : Jerry R. Allen et Yvonne Blake
- Direction artistique  : J. Dennis Washington
- Chef décoration : Terence Marsh
- Assistant réalisation  : Christopher Newman
- Son : Gerry Humphreys
- Genre : Comédie
- Pays :  États-Unis
- Langue : anglais
- Distribution : Warner Bros.
- Année : 1984
- Durée : 96 minutes
- Date de sortie en salles :
  -  États-Unis :  18 mai 1984
  -  France :  9 juillet 1986

## Distribution
- Michael O'Keefe : Michael Rangeloff
- Beverly d'Angelo (VF : Céline Monsarrat) : Standish Logan
- Louis Gossett Jr. : Century
- Pamela Stephenson : Georgiana Latimer
- Ed Lauter  : Josef Sirola
- David Wayne : Stapleton
- Brian Dennehy : Frizzoli
- Jack Riley : Ormond
- John Schuck  : Norris, le chef de la Police
- Timothy Blake  : Estelle Norris
- Jim Carrey : Lane Bidlekoff
- Robert Clothier  : Art Bumbalee
- Jayne Eastwood : Anna-Marie Biddlecoff
- Alf Humphreys : Mulholland
- Barbara Kermode  : Isadore Frizzoli
- Paul Cœur : le Chef de la Police Dunaway
- Bill Mankuma  : Wade Eichorn
- Richard Newman  : le prêteur sur gages
- Frances Flanagan  : Nadine Gardner
- Campbell Lane  : Stanton Gilmore
- Wayne Robson  : Zev Tyndale
- Margaret Martin  : Flo Humberside
- Judy Leigh-Johnson  : Harriet Frizzoli
- Kevin Cork  : l'employé de nuit de l'hôtel
- John Stocker :  le rédacteur de UBS
- Harvey Atkin :  le vendeur dans le train
- J.C. 'Jim' Roberts : l'homme de Pilkington
- Kymm Dungy : Diesel
- Margaret Hertlein :  Hojo des 'Unholy Rollers'
- Frank C. Turner : Elvis, le serveur (non crédité)